# Webb (cráter)

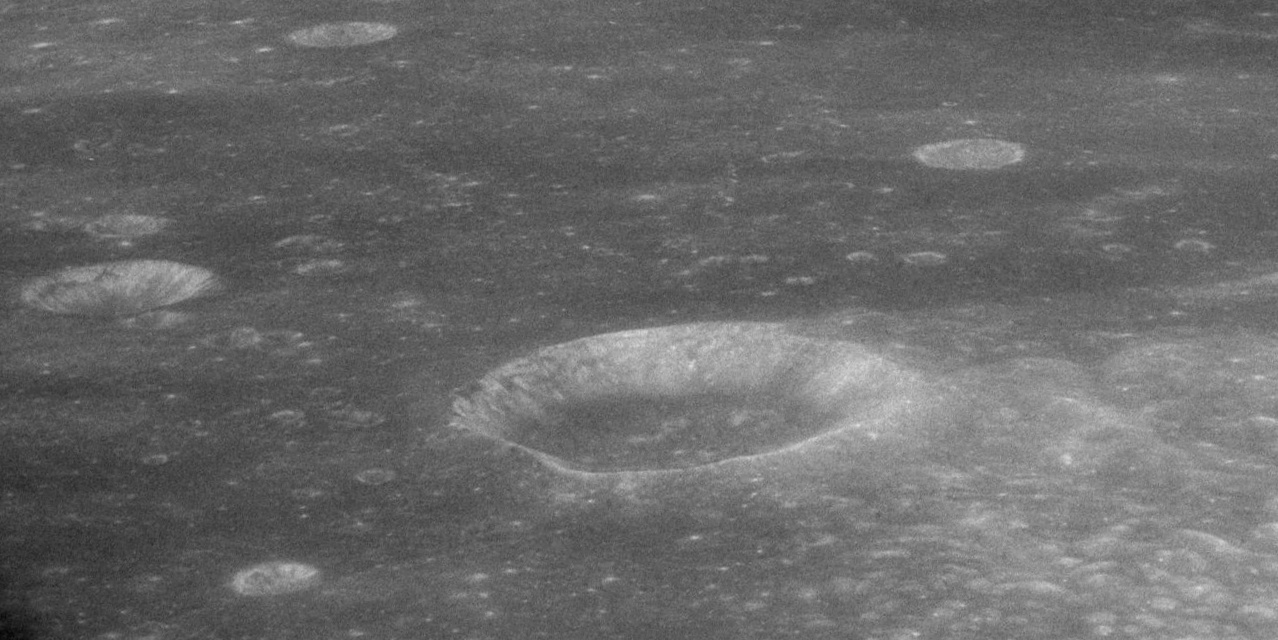
Fotografía de la misión Apolo 11

Webb es un pequeño cráter de impacto que se encuentra cerca del borde oriental del Mare Fœcunditatis, en la parte oriental de la Luna y cerca del ecuador del satélite. Está al norte del prominente cráter Langrenus, y al oeste de Maclaurin y de Hargreaves, más pequeño. También está al noreste de Naonobu.
El interior de Webb es relativamente oscuro comparado con las paredes interiores del brocal. Presenta una colina baja en el punto medio del interior, y en el mar lunar, hacia el norte, aparece marcado un débil sistema de marcas radiales que parece irradiar desde este cráter.
Al oeste del cráter aparece una cresta arrugada conocida como Dorsa Andrusov
Debe su nombre al astrónomo británico Thomas William Webb.

## Cráteres satélite
Por convención estos elementos son identificados en los mapas lunares poniendo la letra en el lado del punto medio del cráter que está más cercano a Webb. Tres de sus cráteres satélite son más grandes que el propio cráter principal: Webb P, que situado al noroeste es en parte un cráter fantasma en su lado sur; Webb C, situado en el este es también en gran parte un cráter fantasma; y Web J.
|      | \| Webb \| Coordenadas \| Diámetro \| \| ---- \| --------------------------- \| -------- \| \| B \| 0°48′S 58°24′E / -0.8, 58.4 \| 6 km \| \| C \| 0°18′N 63°48′E / 0.3, 63.8 \| 34 km \| \| D \| 2°18′S 57°36′E / -2.3, 57.6 \| 7 km \| \| E \| 1°00′N 61°06′E / 1.0, 61.1 \| 7 km \| \| F \| 1°30′N 61°00′E / 1.5, 61.0 \| 9 km \| \| G \| 1°42′N 61°12′E / 1.7, 61.2 \| 9 km \| \| H \| 2°06′S 59°30′E / -2.1, 59.5 \| 10 km \| \| J \| 0°36′S 64°00′E / -0.6, 64.0 \| 24 km \| \| K \| 0°42′S 62°54′E / -0.7, 62.9 \| 21 km \| \| L \| 0°06′N 62°42′E / 0.1, 62.7 \| 7 km \| \| M \| 0°12′S 63°48′E / -0.2, 63.8 \| 5 km \| \| N \| 0°18′S 63°36′E / -0.3, 63.6 \| 4 km \| \| P \| 2°18′S 57°48′E / -2.3, 57.8 \| 36 km \| \| Q \| 1°00′S 61°12′E / -1.0, 61.2 \| 5 km \| \| U \| 1°48′N 56°18′E / 1.8, 56.3 \| 6 km \| \| W \| 3°00′N 58°12′E / 3.0, 58.2 \| 8 km \| \| X \| 3°12′N 58°18′E / 3.2, 58.3 \| 8 km \| |          |
| Webb | Coordenadas | Diámetro |
| B    | 0°48′S 58°24′E / -0.8, 58.4 | 6 km     |
| C    | 0°18′N 63°48′E / 0.3, 63.8 | 34 km    |
| D    | 2°18′S 57°36′E / -2.3, 57.6 | 7 km     |
| E    | 1°00′N 61°06′E / 1.0, 61.1 | 7 km     |
| F    | 1°30′N 61°00′E / 1.5, 61.0 | 9 km     |
| G    | 1°42′N 61°12′E / 1.7, 61.2 | 9 km     |
| H    | 2°06′S 59°30′E / -2.1, 59.5 | 10 km    |
| J    | 0°36′S 64°00′E / -0.6, 64.0 | 24 km    |
| K    | 0°42′S 62°54′E / -0.7, 62.9 | 21 km    |
| L    | 0°06′N 62°42′E / 0.1, 62.7 | 7 km     |
| M    | 0°12′S 63°48′E / -0.2, 63.8 | 5 km     |
| N    | 0°18′S 63°36′E / -0.3, 63.6 | 4 km     |
| P    | 2°18′S 57°48′E / -2.3, 57.8 | 36 km    |
| Q    | 1°00′S 61°12′E / -1.0, 61.2 | 5 km     |
| U    | 1°48′N 56°18′E / 1.8, 56.3 | 6 km     |
| W    | 3°00′N 58°12′E / 3.0, 58.2 | 8 km     |
| X    | 3°12′N 58°18′E / 3.2, 58.3 | 8 km     |

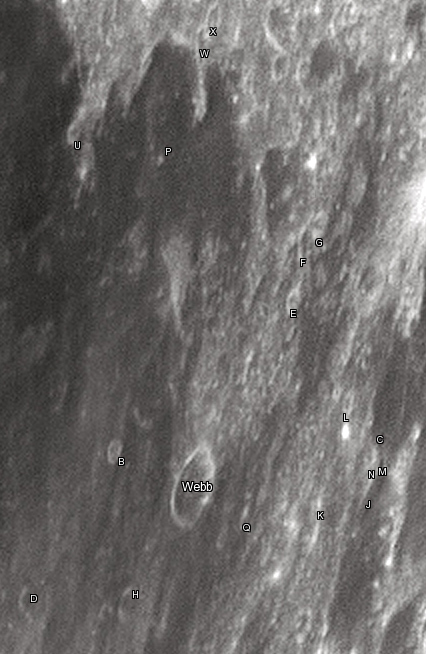
Vista oblicua de Webb

El siguiente cráter ha sido renombrado por la UAI:
- Webb R - Véase Condon (cráter).